# 1996년 하계 올림픽 우크라이나 선수단
1996년 하계 올림픽 우크라이나 선수단은 미국 애틀란타에서 열린 1996년 하계 올림픽에 참가한 우크라이나 선수단이다. 이전에는 우크라이나 올림픽 선수가 1992년 하계 올림픽에서 연합팀 대표로 참가했다. 231명의 선수가 21개 종목에 참가했다.

## 메달리스트

### 금메달
- 이네사 크라베츠 - 육상 여자 세단뛰기
- 볼로디미르 클리치코 - 복싱 남자 최중량급
- 루스탐 샤리포우 - 체조 남자 평행봉

### 은메달
- 릴리아 포드코파예바 - 체조 여자 평균대
- 인나 프롤로바, 스비틀라나 마지, 디나 마프타후트디노바, 올레나 론지나 - 조정 여자 쿼드러플 스컬

### 동메달
- 올레나 사도프니차 - 양궁 여자 개인전
- 올렉산드르 바하치 - 육상 남자 포환던지기